# Dziewczęta z Nowolipek (film 1985)
Dziewczęta z Nowolipek – polski film fabularny w reżyserii Barbary Sass z 1985 roku na podstawie powieści Poli Gojawiczyńskiej o tym samym tytule.
Była to kolejna ekranizacja tej książki; pierwsza miała miejsce w 1937 r., a następna w 1970 r. (marzec – kwiecień; czteroczęściowy spektakl TV).

## Obsada
- Marta Klubowicz – Amelka Raczyńska
- Ewa Kasprzyk – Kwiryna
- Maria Ciunelis – Franka
- Izabela Drobotowicz-Orkisz – Bronka Mossakowska
- Lidia Korsakówna – Mossakowska (matka Bronki)
- Franciszek Pieczka – Mossakowski (ojciec Bronki)
- Stanisław Biczysko – Mietek Mossakowski
- Iga Cembrzyńska – Pani Raczyńska, matka Amelki
- Jan Nowicki – Różycki
- Ewa Ziętek – Pani Emilia
- Dorota Stalińska – Helena (kuzynka Mossakowskich)
- Krzysztof Kolberger – Ignacy Piędzicki, miłość Bronki
- Anna Gornostaj – Irena, koleżanka Franki ze stancji
- Helena Kowalczykowa – Prymasiakowa (stróżowa w kamienicy Raczyńskich)
- Kalina Jędrusik – Mańka Prymasiak (córka Prymasiakowej)
- Olgierd Łukaszewicz – Aktor
- Zdzisław Wardejn – Michałowski, narzeczony Amelki
- Piotr Bajor – Roman, narzeczony Kwiryny
- Andrzej Łapicki – Profesor
- Wanda Koczeska – Profesorowa
- Anna Chodakowska – Doktorowa
- Małgorzata Rożniatowska – Sklepowa w sklepie mięsnym
- Jerzy Block – Śpiewak w pociągu
- Andrzej Brzeski – Urzędnik
- Romuald Drobaczyński – Policjant
- Aleksander Kalinowski – chłopak szatkujący kapustę w sklepie
- Jacek Strzemżalski – kolega dziewcząt